# فهرست شخصیت‌های چیزهای عجیب

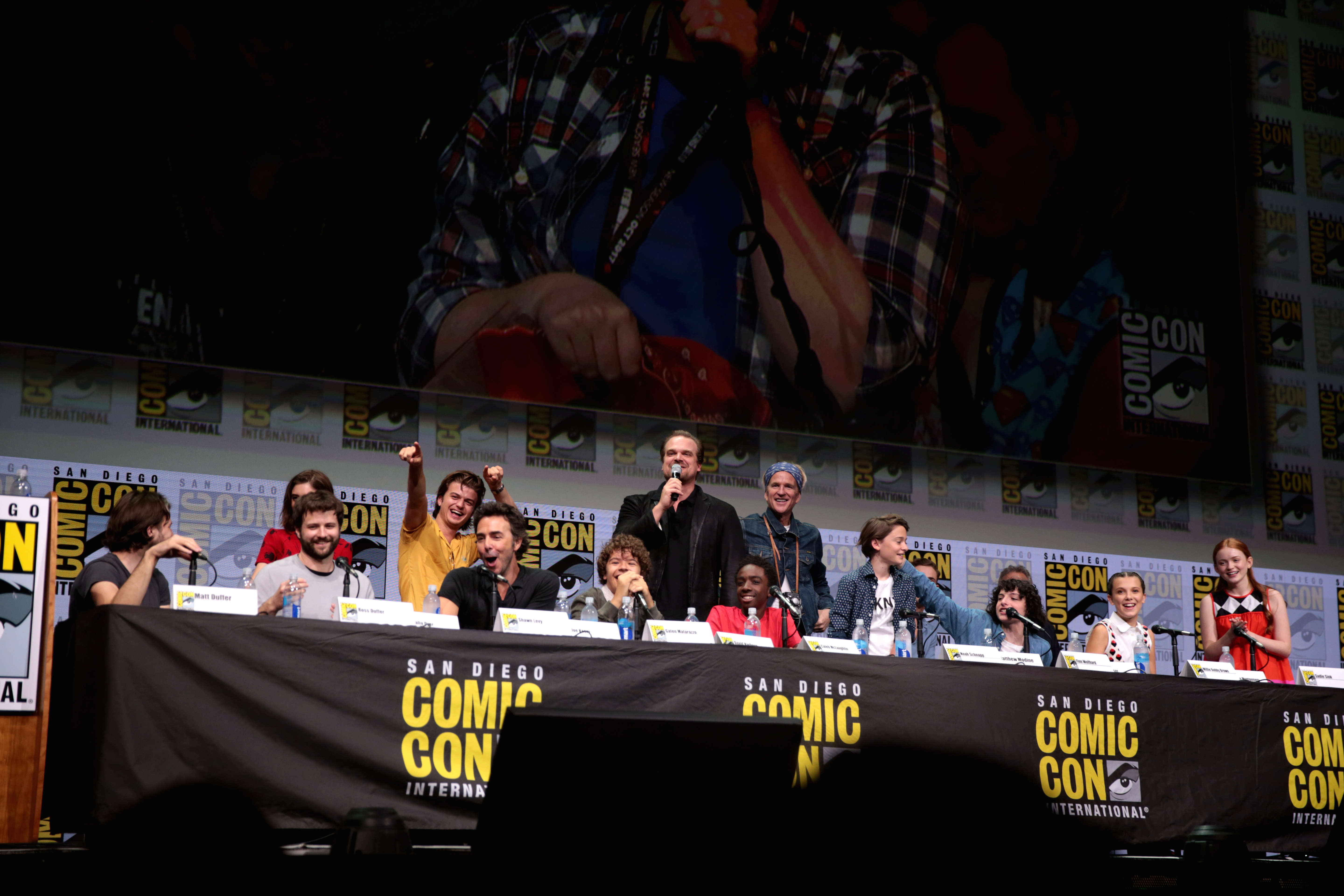
برادران دافر به همراه گروه بازیگران در مراسم کامیک-کان بین‌المللی سن دیگو در حال تبلیغ برای سریال

چیزهای عجیب (به انگلیسی:Stranger Things) یک سریال اینترنتی آمریکایی، در سبک علمی تخیلی و وحشت روانشناختی است که توسط برادران دافر ساخته شده‌است. چیزهای عجیب از محصولات اصلی نت‌فلیکس است و توسط همین شرکت تولید و پخش شده‌است. وقایع سریال در دهه هشتاد میلادی در ایالت ایندیانا رخ می‌دهد. ایده اصلی سریال مرتبط با جهان موازی و نظریه دنیاهای چندگانه است. داستان فصل نخست پیرامون ناپدید شدن پسری نوجوان به نام ویل بایرز می‌گذرد. این باعث می‌شود پای دوستان و خانواده او به ماجرا باز شود. آن‌ها در مسیر پیدا کردن ویل، متوجه موضوعاتی عجیبی می‌شوند. داستان فصل دوم نیز، یک سال بعد از فصل اول می‌گذرد و سرنوشت شخصیت‌های اصلی داستان را دنبال می‌کند که دوباره با چالش‌های جدیدی مواجه می‌شوند. یکی از خط‌های اصلی داستانی سریال مربوط به کاراکتر الون است، دختری عجیب که توانایی دورجنبی دارد و قادر است با ذهن خود اجسام را به حرکت در بیاورد. تاکنون چهار فصل از سریال ساخته و پخش شده‌است. فصل اول سریال در تاریخ ۱۵ ژوئیه ۲۰۱۶ و در هشت قسمت یک ساعته توسط نت‌فلیکس منتشر شد. فصل دوم سریال در ۹ قسمت و در تاریخ ۲۷ اکتبر ۲۰۱۷ پخش شد. فصل سوم نیز در هشت قسمت و در تاریخ ۴ ژوئیه ۲۰۱۹ پخش شد. هر سه فصل سریال با واکنش مثبت منتقدان و تماشاگران همراه بوده‌است.
چیزهای عجیب تیم بازیگری نسبتاً گسترده‌ای دارد که در نقش شخصیت‌های سریال ظاهر شده‌اند. فین ولفهارد، میلی بابی براون، نوآ اشنپ، گیتن ماتارازو ،کلب مک لاگلین، وینونا رایدر، دیوید هاربر، ناتالیا دایر، چارلی هیتون، جو کیری و کارا بوینو از جمله بازیگران اصلی سریال هستند که در هردو فصل حضور دارند. در فصل دوم، بازیگران جدیدی از جمله سیدی سینک، شان آستین، پل رایزر و دیکر مونتگومری نیز به سریال اضافه شدند.
مقاله پیش رو دربارهٔ تمامی شخصیت‌های اصلی و فرعی سریال چیزهای عجیب است که تاکنون در سریال حضور پیدا کرده‌اند.

## فهرست کلی شخصیت‌ها
| شخصیت                        | بازیگر                                    | وضعیت           | وضعیت           | وضعیت           | وضعیت           |
| شخصیت                        | بازیگر                                    | فصل ۱           | فصل ۲           | فصل ۳           | فصل ۴           |
| شخصیت‌های اصلی                | شخصیت‌های اصلی                             | شخصیت‌های اصلی   | شخصیت‌های اصلی   | شخصیت‌های اصلی   | شخصیت‌های اصلی   |
| ---------------------------- | ----------------------------------------- | --------------- | --------------- | --------------- | --------------- |
| جویس بایرز                   | وینونا رایدر                              | اصلی            | اصلی            | اصلی            | اصلی            |
| جیم هاپر                     | دیوید هاربر                               | اصلی            | اصلی            | اصلی            | اصلی            |
| مایک ویلر                    | فین ولفهارد                               | اصلی            | اصلی            | اصلی            | اصلی            |
| الون                         | میلی بابی براون                           | اصلی            | اصلی            | اصلی            | اصلی            |
| داستین هندرسون               | گیتن ماتارازو                             | اصلی            | اصلی            | اصلی            | اصلی            |
| لوکاس سینکلر                 | کلب مک لاگلین                             | اصلی            | اصلی            | اصلی            | اصلی            |
| نانسی ویلر                   | ناتالیا دایر                              | اصلی            | اصلی            | اصلی            | اصلی            |
| جاناتان بایرز                | چارلی هیتون                               | اصلی            | اصلی            | اصلی            | اصلی            |
| کارن ویلر                    | کارا بوینو                                | اصلی            | اصلی            | اصلی            | اصلی            |
| مارتین برنر                  | متیو موداین                               | اصلی            | تکرارکننده      |                 | اصلی            |
| ویل بایرز                    | نوآ اشنپ                                  | تکرارکننده      | اصلی            | اصلی            | اصلی            |
| استیو هارنیگتون              | جو کیری                                   | تکرارکننده      | اصلی            | اصلی            | اصلی            |
| مکسین "مکس" میفیلد           | سیدی سینک                                 | Does not appear | اصلی            | اصلی            | اصلی            |
| رابین باکلی                  | مایا هاک                                  | Does not appear | Does not appear | اصلی            | اصلی            |
| بیلی هارگرو                  | دیکر مونتگمری                             | Does not appear | اصلی            | اصلی            | مهمان           |
| باب نیوبی                    | شان آستین                                 | Does not appear | اصلی            |                 |                 |
| سم اوونز                     | پل رایزر                                  | Does not appear | اصلی            | تکرارکننده      | اصلی            |
| موری باومن                   | برت گلمن                                  | Does not appear | تکرارکننده      | اصلی            | اصلی            |
| اریکا سینکلر                 | پرایا فرگوسن                              | Does not appear | تکرارکننده      | اصلی            | اصلی            |
| شخصیت‌های فرعی                |                                           |                 |                 |                 |                 |
| وکنا/ وان (۱)/هنری کریل/پیتر | جیمی باور                                 | Does not appear | Does not appear | Does not appear | اصلی            |
| تد ویلر                      | جو کرست                                   | تکرارکننده      | تکرارکننده      | تکرارکننده      | تکرارکننده      |
| افسر کالیون پائول            | راب مورگان                                | تکرارکننده      | تکرارکننده      |                 |                 |
| لانی بایرز                   | راس پارتریچ                               | تکرارکننده      | Does not appear | Does not appear | Does not appear |
| بارب هالند                   | شانون پورسر                               | تکرارکننده      | Does not appear | Does not appear | Does not appear |
| افسر فیل کالاهان             | جان پائول رینولدز                         | تکرارکننده      | تکرارکننده      |                 |                 |
| هیولا / دمگورگن              | مارک استیگر (به وسیله شبیه‌سازی کامپیوتری) | تکرارکننده      | Does not appear |                 |                 |
| کانی فریزر                   | کاترین دایر                               | تکرارکننده      | Does not appear |                 |                 |
| اسکات کلارک                  | رندی هونز                                 | تکرارکننده      | تکرارکننده      |                 |                 |
| رهبر گروه آزمایشگاه          | توبیاس جلینک                              | تکرارکننده      | Does not appear |                 |                 |
| جیمز                         | کید جونز                                  | تکرارکننده      | Does not appear |                 |                 |
| هالی ویلر                    | آنیستون پرایس تینزلی پرایس                | تکرارکننده      | تکرارکننده      | تکرارکننده      | تکرارکننده      |
| فلورنس                       | سوزان شالوب لارکن                         | تکرارکننده      | تکرارکننده      |                 |                 |
| راسل کولمن                   | تونی ون                                   | تکرارکننده      | مهمان           |                 |                 |
| دونالد ملوالد                | چارلز لالور                               | تکرارکننده      | مهمان           |                 |                 |
| تامی                         | چیستر راشینگ                              | تکرارکننده      | تکرارکننده      |                 |                 |
| کارول                        | چلسی تالماج                               | تکرارکننده      | تکرارکننده      |                 |                 |
| مارشا هالند                  | سینتیا برت                                | مهمان           | تکرارکننده      |                 |                 |
| تری آیوز                     | ایمی مالینز                               | مهمان           | تکرارکننده      |                 |                 |
| بکی آیوز                     | امی سیمتز                                 | مهمان           | تکرارکننده      |                 |                 |
| کالی / إیت (۸)               | لینا برتلسن                               | Does not appear | تکرارکننده      | Does not appear | Does not appear |
| کلدویا هندرسون               | کاترین کورتین                             | Does not appear | تکرارکننده      |                 |                 |

1. ↑  در فصل اول، آنیستون پرایس در نقش هالی ظاهر شد اما چون در هنگام فیلمبرداری فصل دوم؛ آنیستون مشغول بازی در پروژه دیگری بود، خواهر دوقلوی او یعنی تینزلی نقش هالی را بازی کرد.

## شخصیت‌های اصلی

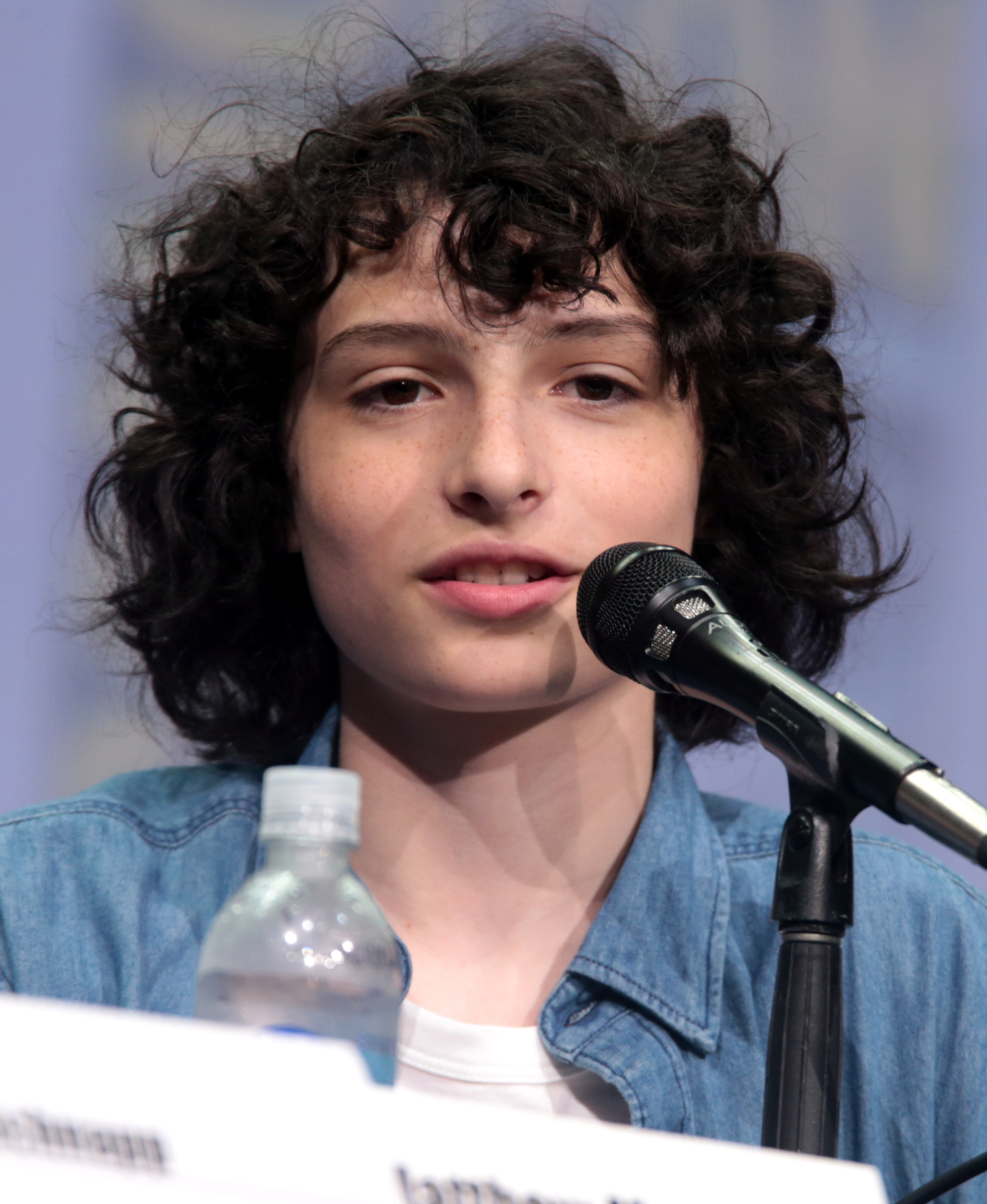
فین ولفهارد (مایک ویلر)
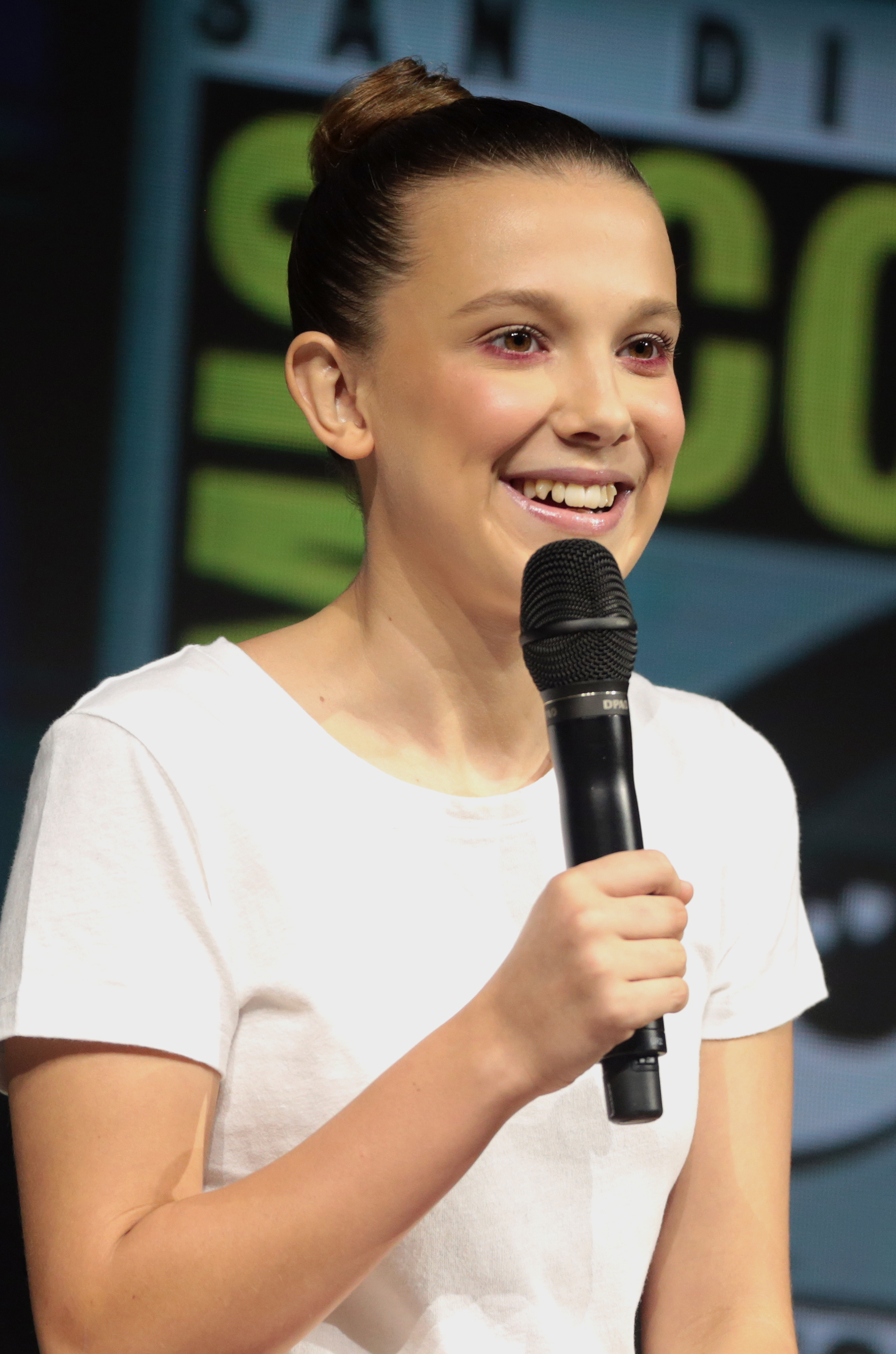
میلی بابی براون (الون)
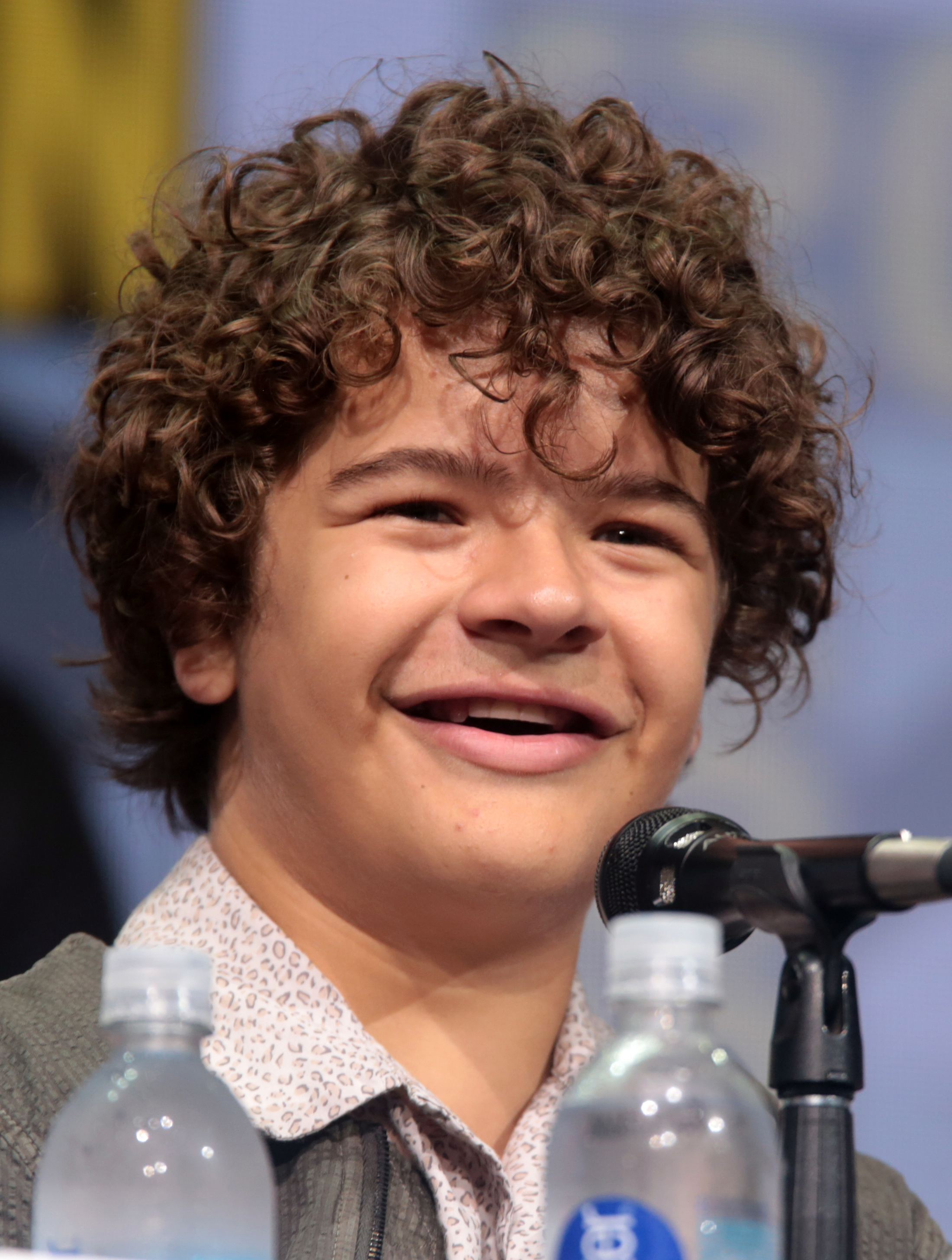
گیتن ماتارازو (داستین هندرسون)
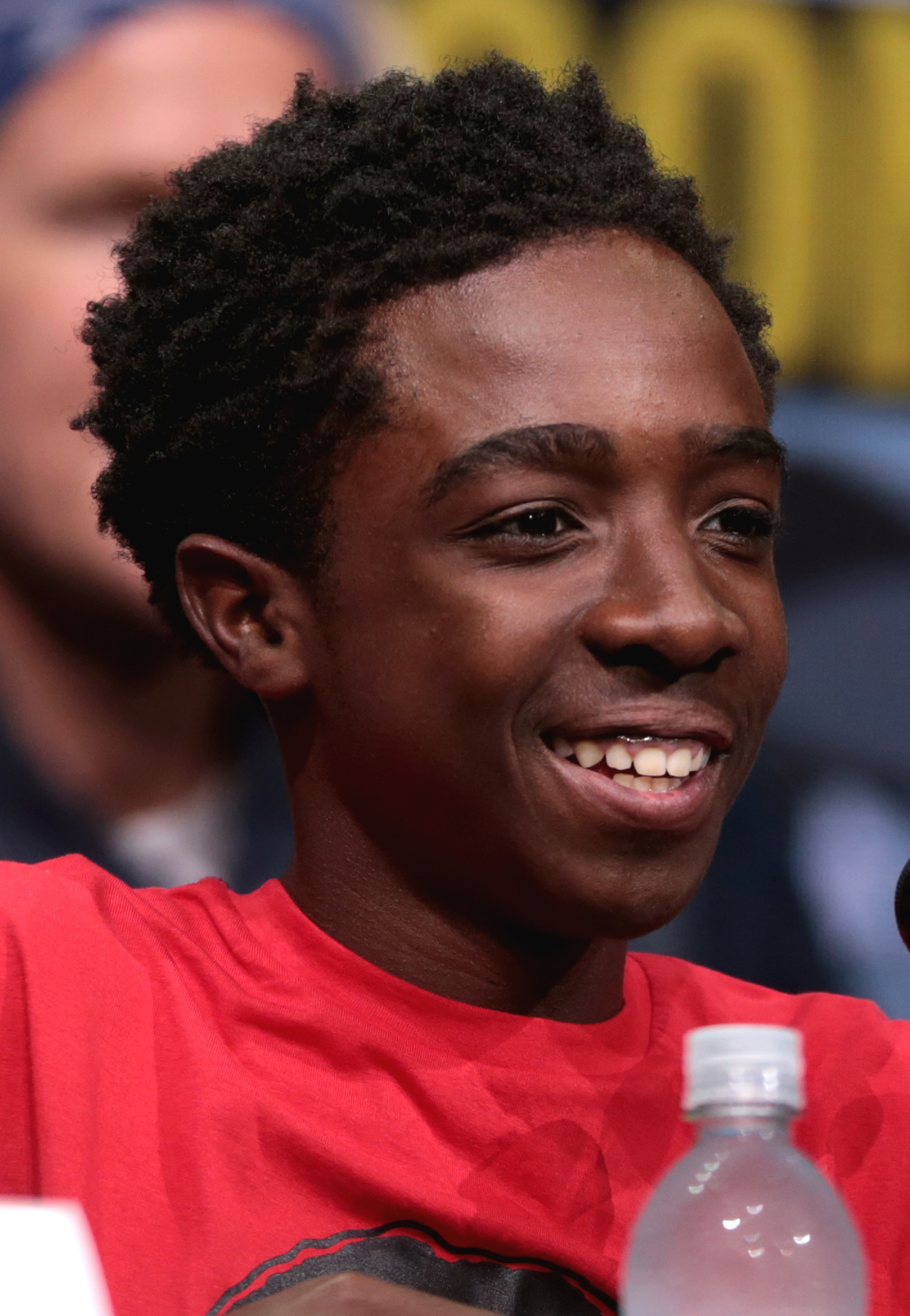
کلب مک لاگلین (لوکاس سینکلر)
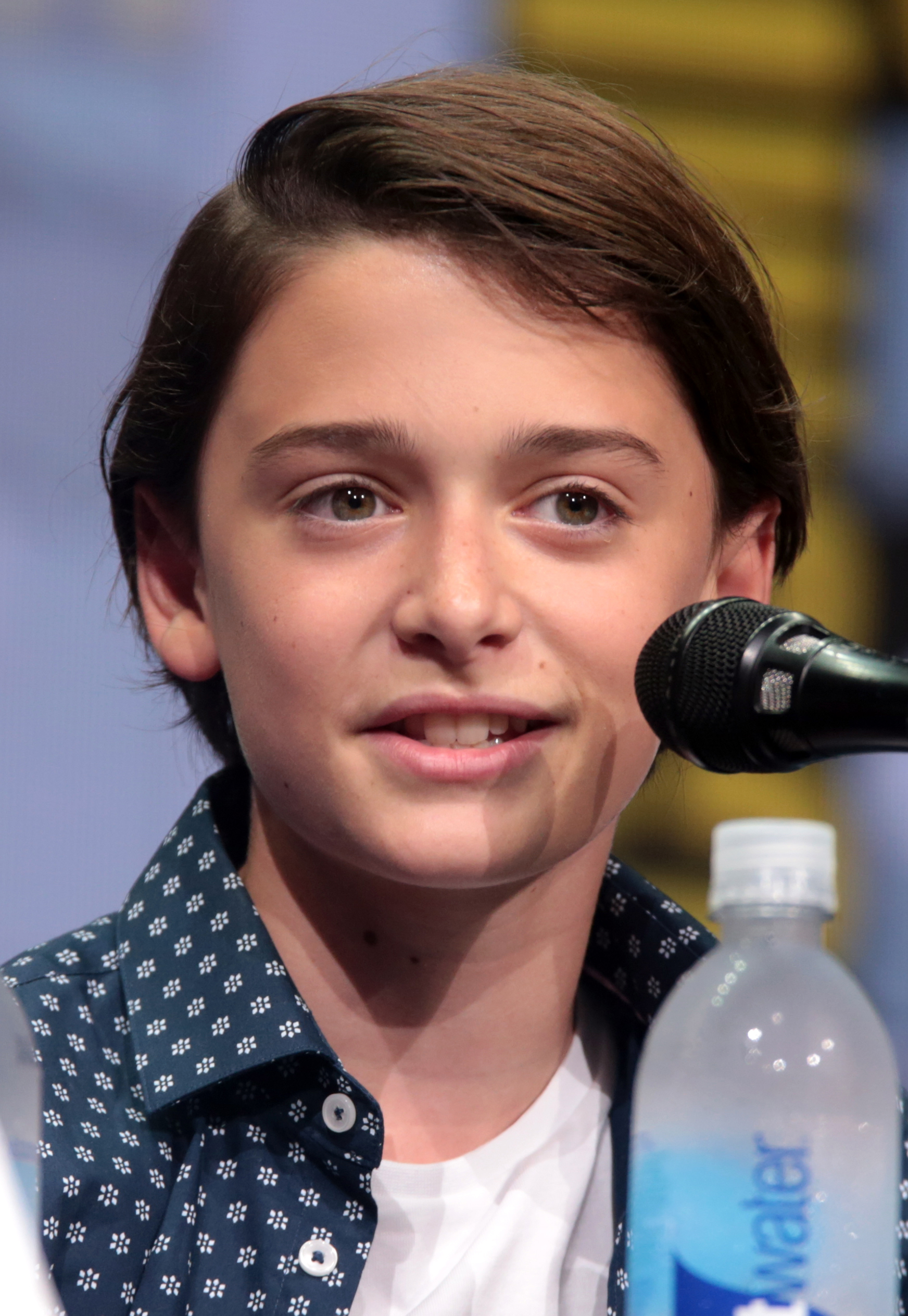
نوآ اشنپ (ویل بایرز)
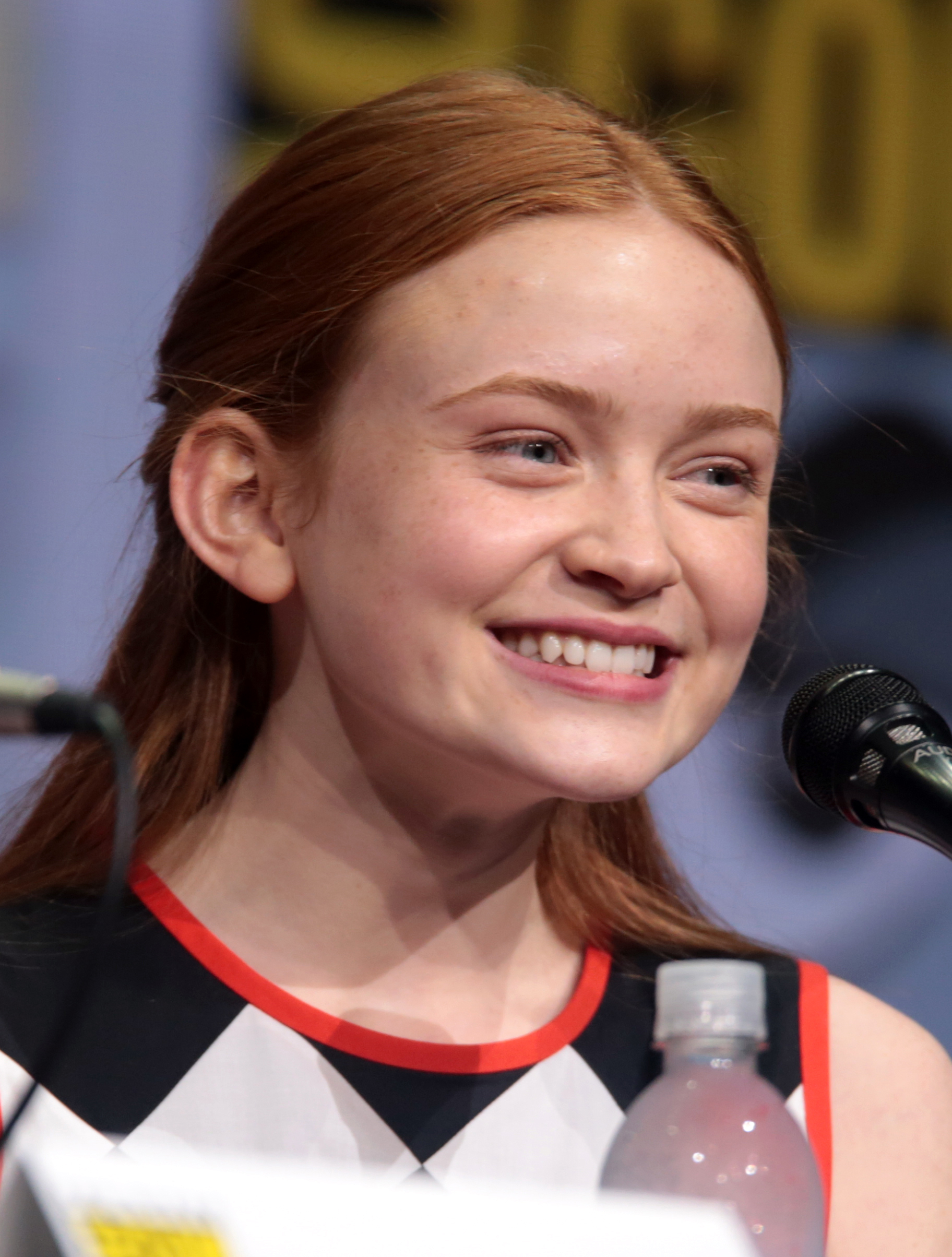
سیدی سینک
(مکس می فیلد)

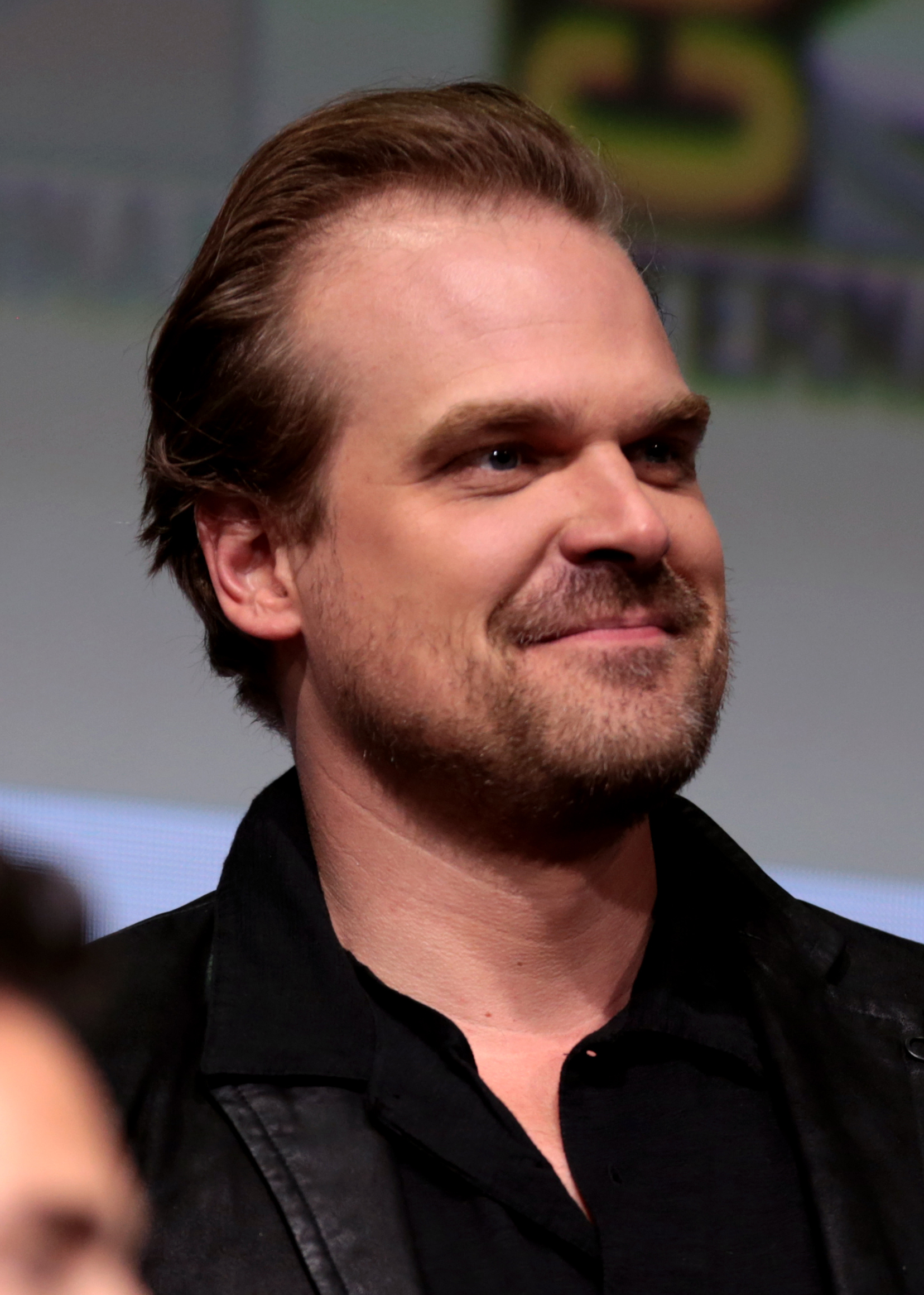
دیوید هاربر (کلانتر جیم هاپر)
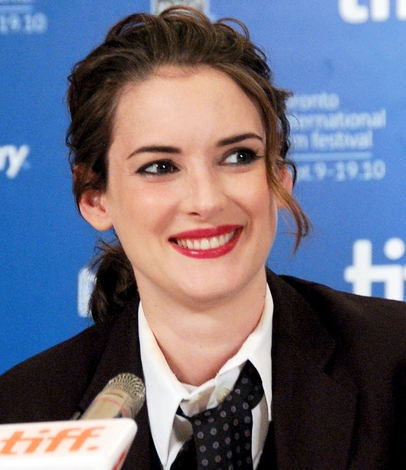
وینونا رایدر (جویس بایرز)
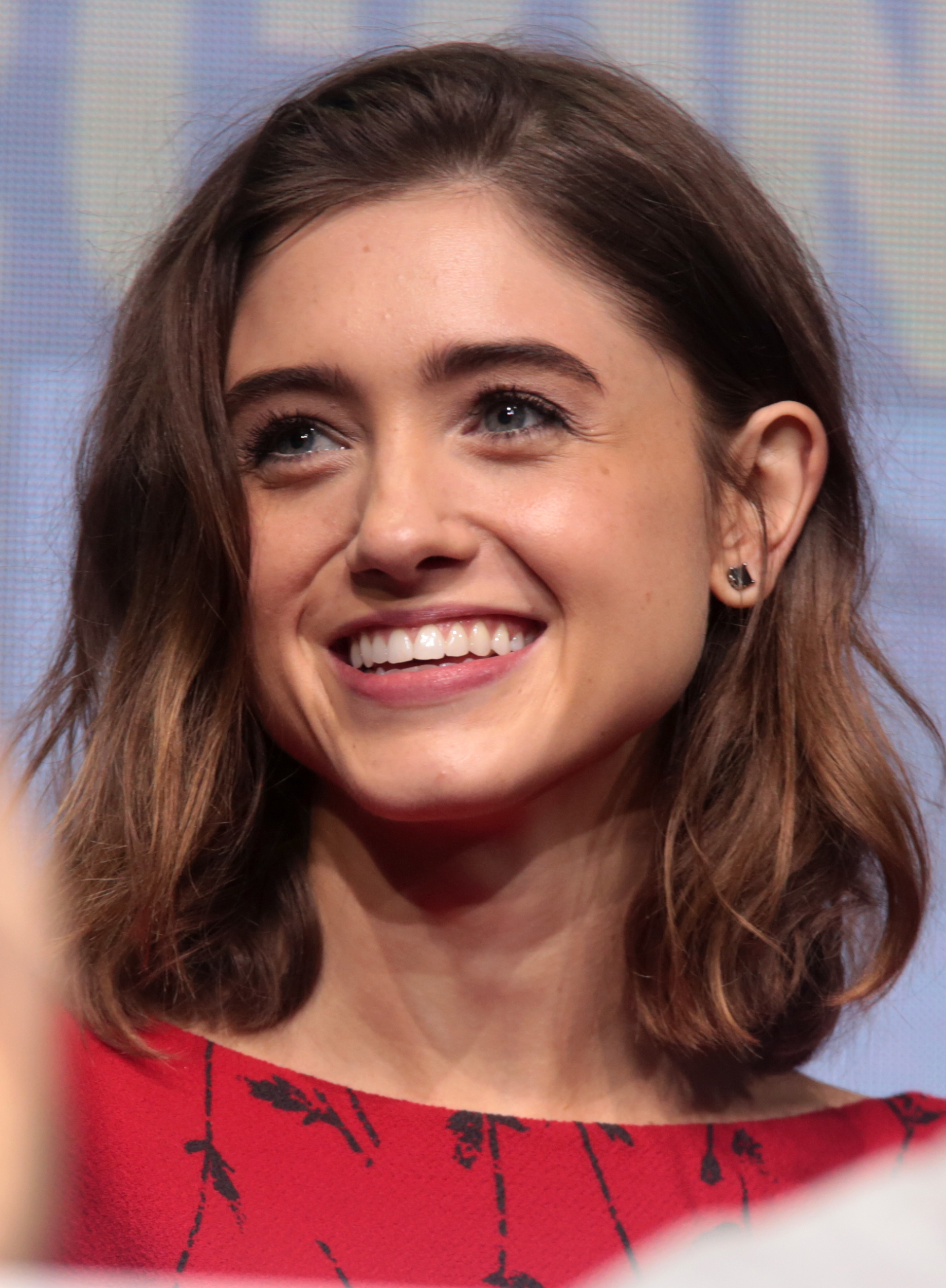
ناتالیا دایر (نانسی ویلر)
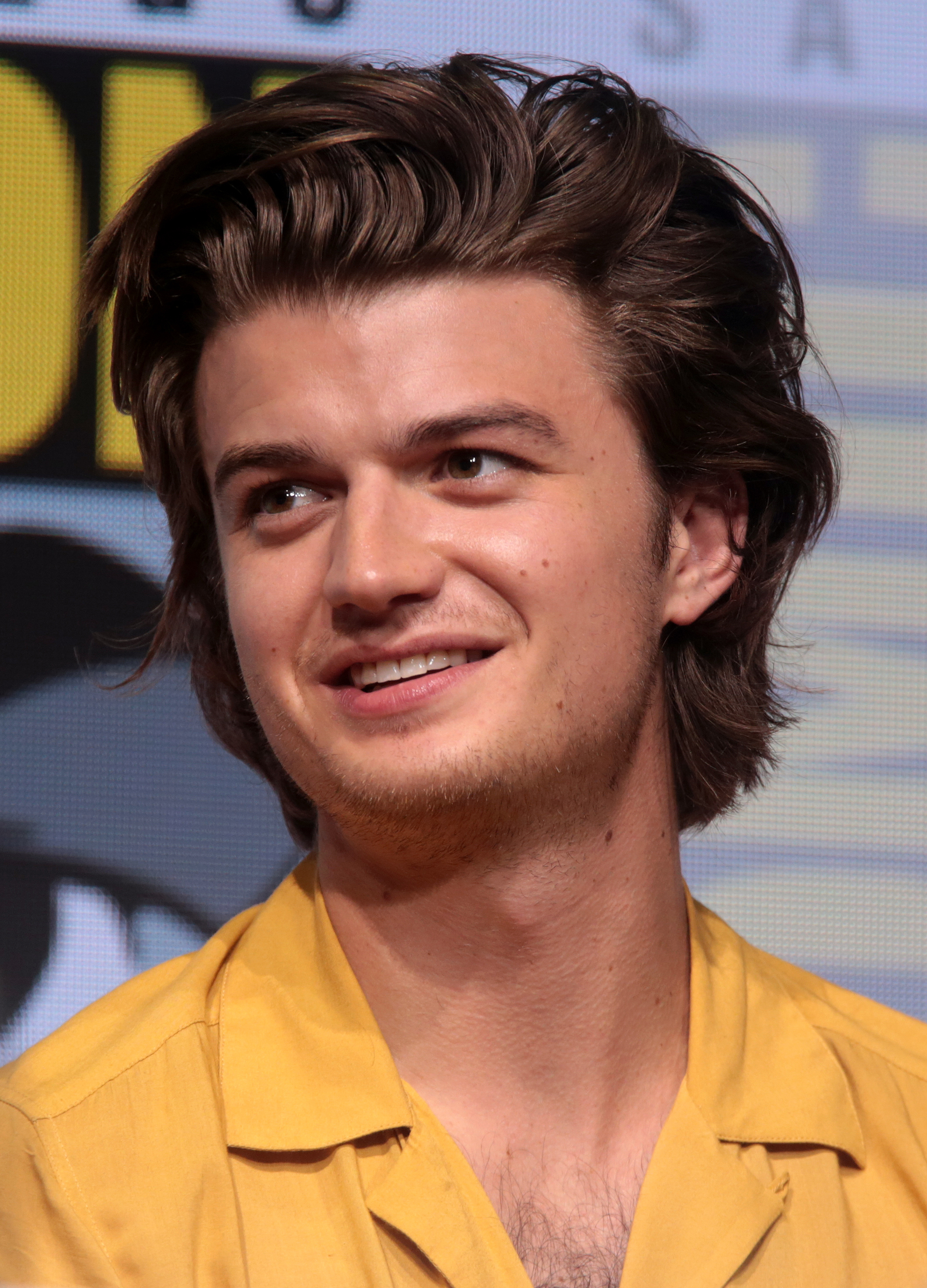
جو کیری (استیو هارینگتون)
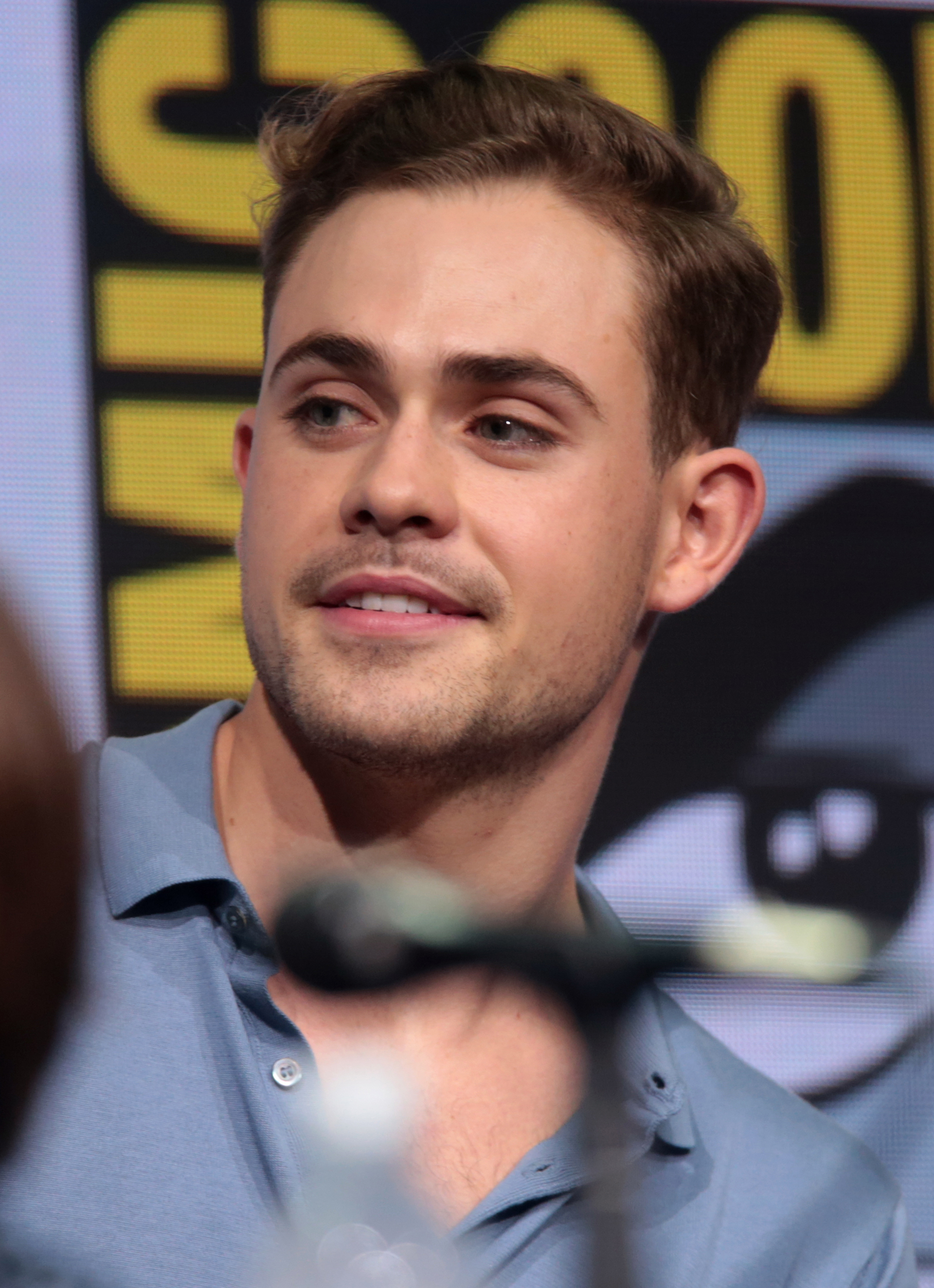
دیکر مونتگومری
(بیلی هارگرو)

### جویس بایرز
جویس بایرز اصلی‌ترین شخصیت سریال خصوصاً در فصل اول به‌شمار می‌آید. او از همسرش طلاق گرفته و در کنار دو پسرش، جاناتان و ویل زندگی می‌کند. جویس زن بسیار سرسختی است. او تا نیمه‌های شب کار می‌کند تا خرج زندگیش در بیاید. در فصل اول، با گم شدن ویل، جویس دچار نوعی حالت‌ها عصبی می‌شود. هیچ‌کس حرف‌های او را دربارهٔ دنیای وارونه و چیزهایی که دیده باور نمی‌کند و در چشم عموم یک دیوانه است. اصرار و پافشاری اوست که پای دیگران را به ماجرا باز می‌کند و با تلاش‌هایش برای فهمیدن حقیقت شخصیت‌های دیگر را وارد چالش می‌کند. در فصل دوم، جویس با مردی به نام باب وارد رابطه می‌شود اما همزمان مشکلاتی که برای ویل پدید می‌آید سبب می‌شود تا او با تمام وجود برای سلامتی پسرش تلاش کند. وینونا رایدر وظیفه بازی در نقش جویس بایرز را برعهده دارد. وینونا به خاطر هنرنمایی اش در فصل اول سریال، نامزد بهترین بازیگر نقش اول سریال درام در مراسم گلدن گلوب شد.

### جیم هاپر
کلانتر شهر کوچک هاوکینز است. جیم گذشته سختی داشته‌است. دخترش را بخاطر سرطان ریه از دست داده و همسرش هم به همین خاطر از او جدا شده و این باعث شده که جیم به مشروبات الکلی و سیگار پناه ببرد. گذشته تلخش باعث شده آدم کم حرف و عبوسی به نظر بیاید. احساسات پدرانه او برای پیدا کردن ویل بایرز تأثیر بسیار زیادی دارد. او اولین کسی است که حرف جویس را باور می‌کند. جیم هاپر در فصل دوم حضور بسیار بیش تری دارد. رابطه پدر/دختری که بین او و الون ایجاد می‌شود یکی از موضوعات مهم فصل دوم محسوب می‌شود. نقش این شخصیت را دیوید هاربر بر عهده دارد. هنرنمایی هاربر خصوصاً در فصل دوم با نقدهای مثبتی بسیاری همراه شد و او موفق به کسب دریافت چندین جایزه شد. همچنین برای بازی در نقش نامزد دریافت جایزه گلدن گلوب نیز شد.

### مایکل/مایک ویلر
نام کاملش مایکل است اما تقریباً همه شخصیت‌ها او را مایک صدا می‌کنند. او محوری‌ترین شخصیت داستان است. او به همراه داستین، لوکاس و ویل دوستان بسیار صمیمی هستند و مایکل نیز همه اوقات فراغت خود را با آن‌ها می‌گذارند. در این بین رابطه او با ویل به مراتب صمیمی تر از بقیه اعضای گروه است. مایکل هوش بالایی دارد، او شجاع و با محبت است و البته کمی هم دمدمی مزاج است. رابطه اش با خواهرش نانسی چندان خوب نیست. زندگی مایک با آمدن الون کاملاً عوض می‌شود. مایک دلباخته الون می‌شود و تمام تلاشش را می‌کند تا او را از خطر دور نگه دارد. فین ولفهارد بازیگر این نقش است.

### الون/جین آیوز
نام اصلیش جین آیوز می‌باشد اما بیش تر با اسم آزمایشگاهی خود یعنی الون (به معنای یازده) شناخته می‌شود. مایک او را «ال» صدا می‌زند که مخفف الون است. الون یک ابر انسان است. او توانایی‌هایی همچون دورجنبی و دورآگاهی دارد. او می‌تواند با ذهنش هر اشیایی را به حرکت درآورد. الون این قدرت‌ها را از مادرش که درگیر آزمایش‌های سری بود به ارث برده و مدتی هم مورد سوء استفاده یک شرکت آزمایشی عجیب قرار گرفته‌است و از همین طریق پایش به دنیای وارونه باز می‌شود. الون بعد از آمدن به دنیای واقعی با مایک ویلر آشنا شده و سپس عاشق او می‌شود. میلی بابی براون ایفاگر این نقش است. بازی او در این نقش، برایش شهرت بسیار زیادی به همراه داشت و باعث شد نامش بر سر زبان‌ها بیفتد.

### ویلیام/ویل بایرز
نام کاملش ویلیام است اما همه شخصیت‌ها او را ویل صدا می‌کنند. پسر جوان جویس بایرز است. ویل با دیگر هم سن و سالان خود تفاوت زیادی دارد. او منزوی؛ کم حرف و گوشه‌گیر است. مهارت بسیار بالایی در نقاشی کشیدن دارد و اوقات خوش را در تنها با برادرش جاناتان و معدود دوستان صمیمی اش تجربه می‌کند. ویل در فصل اول جزو شخصیت‌های فرعی داستان محسوب می‌شود. او در همان ابتدای داستان ناپدید می‌شود و مدت زیادی در داستان حضور ندارد. اما در فصل دوم، ویل تبدیل به اصلی‌ترین شخصیت داستان می‌شود. رفت و برگشت‌های متوالی او از دنیای واقعی به دنیای وارونه یکی از اصلی‌ترین خط‌های داستانی فصل دوم را تشکیل می‌دهد. نوآ اشنپ وظیفه بازی در این نقش را برعهده دارد. بازی اشنپ در فصل دوم توجه گسترده منتقدان را به خود جلب کرد. سرانجام نیز او برای بازی در نقش برنده جایزه سینمایی و تلویزیونی ام‌تی‌وی شد.

### داستین هندرسون
داستین یکی از اصلی‌ترین شخصیت‌های داستانی سریال می‌باشد. مغز متفکر گروه چهار نفره اشان محسوب می‌شود و البته در گروه رابطه اش با لوکاس صمیمی تر از بقیه است گرچه بیش تر هرکسی نیز با او دهن به دهن می‌شود. داستین شاگرد اول کلاس و اهل مطالعه است. در خیلی از مواقع، موانع و مشکلات به جای نیروی فیزیکی دوستانش و نیروی متافیزیکی الون با قدرت ذهن او حل می‌شود. داستین به خاطر بامزه بودن و نوع جالب صحبت کردنش از محبوب‌ترین شخصیت‌های سریال محسوب می‌شود. گیتن ماتارازو ایفاگر این نقش است.

### لوکاس سینکلر
یکی از دوستان مایکل؛ ویل و داستین می‌باشد. لوکاس جدی‌ترین فرد گروه است. شخصی با منطق که دوست دارد هر کاری را با اصول خودش انجام بدهد و برای همین هست که در فصل اول با الون به مشکلات زیادی برمی‌خورد و حتی برای مدتی با مایکل نیز درگیری پیدا می‌کند. لوکاس در فصل دوم شخصیت متفاوتی می‌شود. رقابت او با داستین برای جلب توجه مکس از جمله خطوط داستانی فصل دوم محسوب می‌شود. لوکاس همچنین بسیار شجاع و جسور است و از هیچ تلاشی برای کمک به دوستانش دریغ نمی‌کند. کیلب مک‌لافلین ایفاگر این نقش است.

### نانسی ویلر
خواهر بزرگتر مایکل است که رابطه خوبی با او ندارد. نانسی ابتدا به عنوان یک دختر کلیشه ای دبیرستانی به بیننده معرفی می‌شود، کسی که به غیر از موفقیت در مدرسه و رابطه با دوست پسر خود به نام استیو، دغدغه چندانی ندارد اما حوادث پیش آمده باعث می‌شوند تا نانسی آن روی دیگر شخصیت خود را نشان بدهد. بعد از ناپدید شدن دوست صمیمی اش به نام باربارا، نانسی که خود را در این حادثه مقصر می‌داند شروع به تحقیق می‌کند تا واقعیت را بفهمد. در فصل دوم، شخصیت او همچنان تحت تأثیر پیامد اتفاقات تلخ گذشته‌است، چنانچه حتی با استیو نیز قطع رابطه می‌کند. ناتالیا دایر ایفاگر این نقش است.

### جاناتان بایرز
برادر بزرگتر ویل بایرز و فرزند ارشد جویس است. همچون برادرش، فردی خجالتی و کم حرف است. در مدرسه تقریباً هیچ دوستی ندارد. بهترین دوست او در قدم اول برادرش و سپس نانسی می‌باشد. علاقه زیادی به عکاسی دارد و خود را به آب و آتش می‌زند تا از جان برادر و مادرش محافظت کند. چارلی هیتون ایفاگر این نقش است.

### مکسین/مکس می فیلد
نام کاملش مکسین می فیلد است اما چون از آن خوشش نمی‌آید از همه می‌خواهد که او مکس صدا کنند. مکس جزو شخصیت‌های اصلی سریال است و از فصل دوم وارد داستان می‌شود. او دختری با موهای قرمز است که رفتار عجیبی دارد و توجه لوکاس و داستین را به خود معطوف می‌کند. مکس اوضاع خانوادگی خوبی ندارد، پدر و مادرش از هم جدا شده‌اند و مادرش با مرد دیگری ازدواج کرده‌است. او یک برادر ناتنی به نام بیلی دارد که تشخیص اینکه کدام یک بیشتر از دیگری متنفر هستند چندان راحت نیست. مکس به زودی وارد گروه پسرها می‌شود و سهم بزرگی نیز در ماجراجویی آن‌ها ایفا می‌کند. سیدی سینک بازیگر این نقش است.

### کارن ویلر
مادر مایکل، نانسی و هالی ویلر است. زنی خانه‌دار که مهربان و البته به طرز افراطی نگران سلامتی فرزندانش، به خصوص مایک است. کارن ویلر در فصل اول حضور فعالی دارد اما نقشش در فصل دوم کم رنگ تر شد. کارا بوینو بازیگر این نقش است.

### مارتین برنر
مارتین برنر که الون او را «پاپا» صدا می‌کند، اصلی‌ترین نقش منفی سریال محسوب می‌شود. برنر یک دانشمند و رئیس بخش تحقیقات آزمایشگاه هاوکینز است. او الون را وقتی کودکی بیش نبود، می‌رباید و از او به عنوان پلی برای ارتباط با دنیای موازی استفاده می‌کند. وقتی الون موفق فرار می‌شود، برنر به همراه تیمش همه جا را برای پیدا کردن او زیر و رو می‌کنند. رابطه او با الون یک رابطه به شدت پیچیده‌است و بخش مهمی از داستان را نیز تشکیل می‌دهد. شخصیت برنر از اصلی‌ترین کاراکترهای فصل اول است اما حضور کوتاهی در فصل دوم دارد. سرنوشت مبهم او احتمالاً یکی از موضوعات مهم فصل سوم سریال خواهد بود. متیو موداین بازیگر این نقش است.

### استیو هارینگتون
استیو از محبوب‌ترین دانش آموزان مدرسه و از بازیکنان تیم بسکتبال است. او دوست پسر نانسی است و رابطه اش با جاناتان به خاطر اینکه به نوعی او را رقیب خودش می‌داند چندان خوب نیست. استیو در فصل اول جزو شخصیت‌های مکمل است اما در فصل دوم تبدیل به یکی از شخصیت‌های اصلی می‌شود. تجربه‌های مواجه با هیولا و رویارویی به خطر در دنیای وارونه باعث می‌شود که استیو نشان بدهد که حس مسئولیت زیادی دارد و عشقش به نانسی واقعی است. رابطه او با نانسی در فصل دوم خراب می‌شود و همین باعث می‌شود که نسبت به گذشته انسان ساکت تری باشد.جو کیری ایفاگر این نقش است.

### بیلی هارگرو
شخصیت بیلی از فصل دوم وارد داستان می‌شود. او برادر ناتنی مکس است و احتمالاً بیش تر از هرکس دیگری در دنیا نیز از او متنفر است. بیلی خوش لباس است و زبان نرمی دارد اما به همین اندازه نیز مغرور و قلدر است. درگیری‌های او با مکس و دیگر شخصیت‌ها خصوصا استیو، از اصلی‌ترین اتفاقات فصل دوم است. دیکر مونتگمری ایفاگر این نقش است.

### سم اوونز
سم اوونز یکی دیگر از شخصیت‌هایی است که در فصل دوم وارد داستان می‌شوند. مدیر بخش دپارتمان انرژی آزمایشگاه هاوکینز است که جایگزین مارتین برنر شده‌است. برخلاف برتر او آدم سالمی است و سعی دارد به ویل و خانواده اش کمک کند. اوونز شخصیت پیچیده‌ای دارد، از سویی به تحقیقات خود متعهد است و باید به بالادستی‌های خود گزارش دهد، از سویی هم می‌خواهد سلامتی ویل را تضمین کند. پل رایزر ایفاگر این نقش است.

## شخصیت‌های مکمل

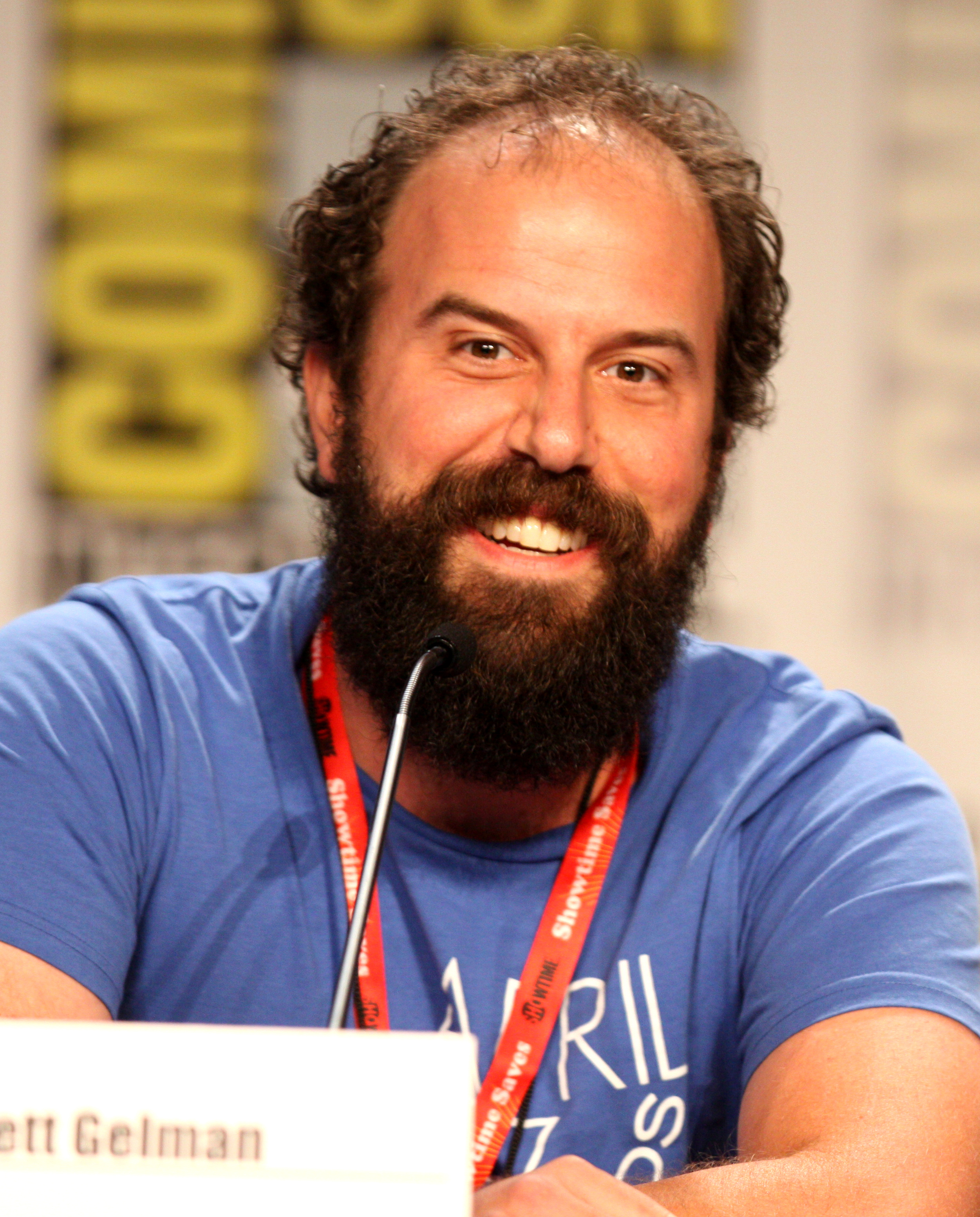
برت گلمن (موری باومن)
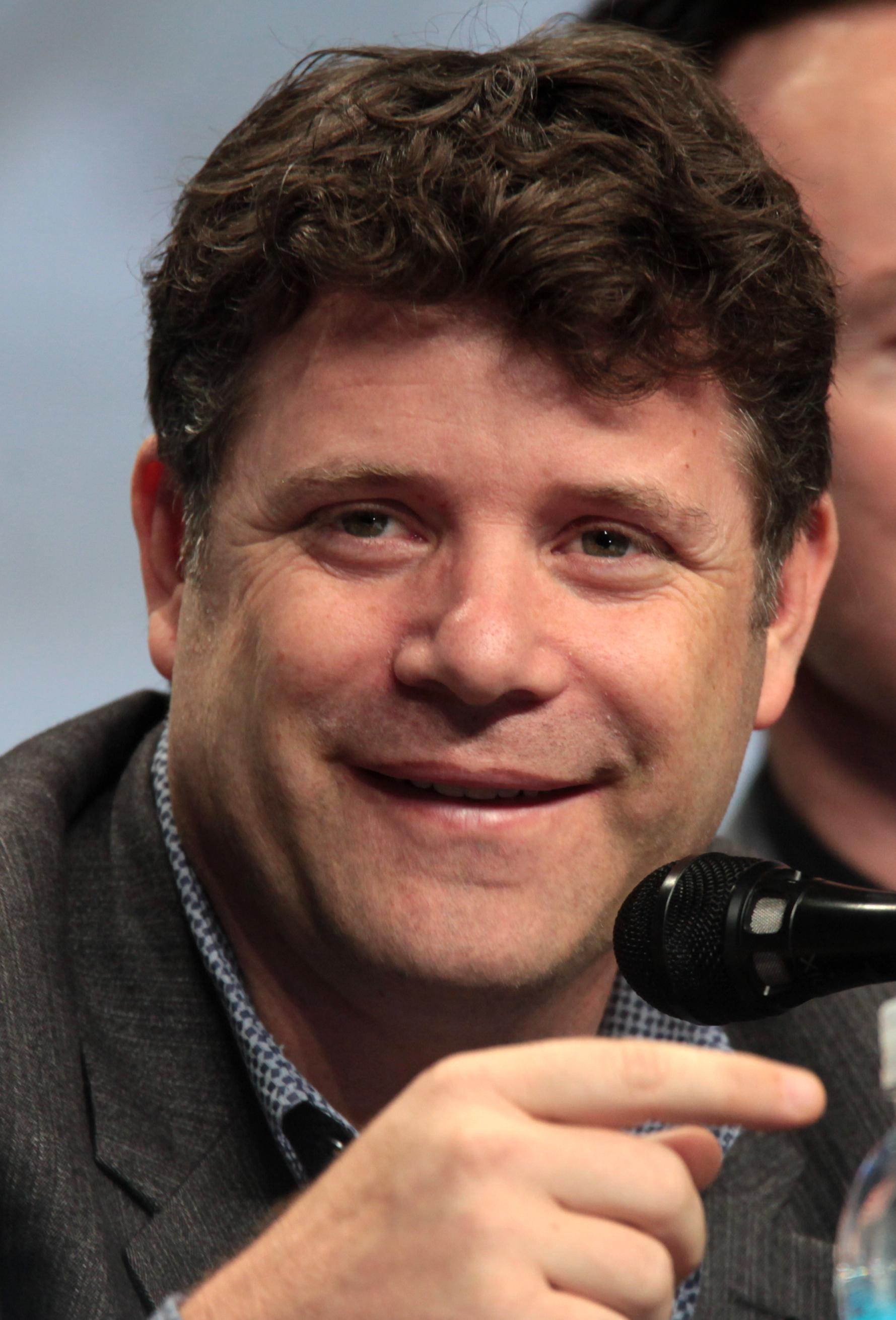
شان آستین (باب نیوبی)
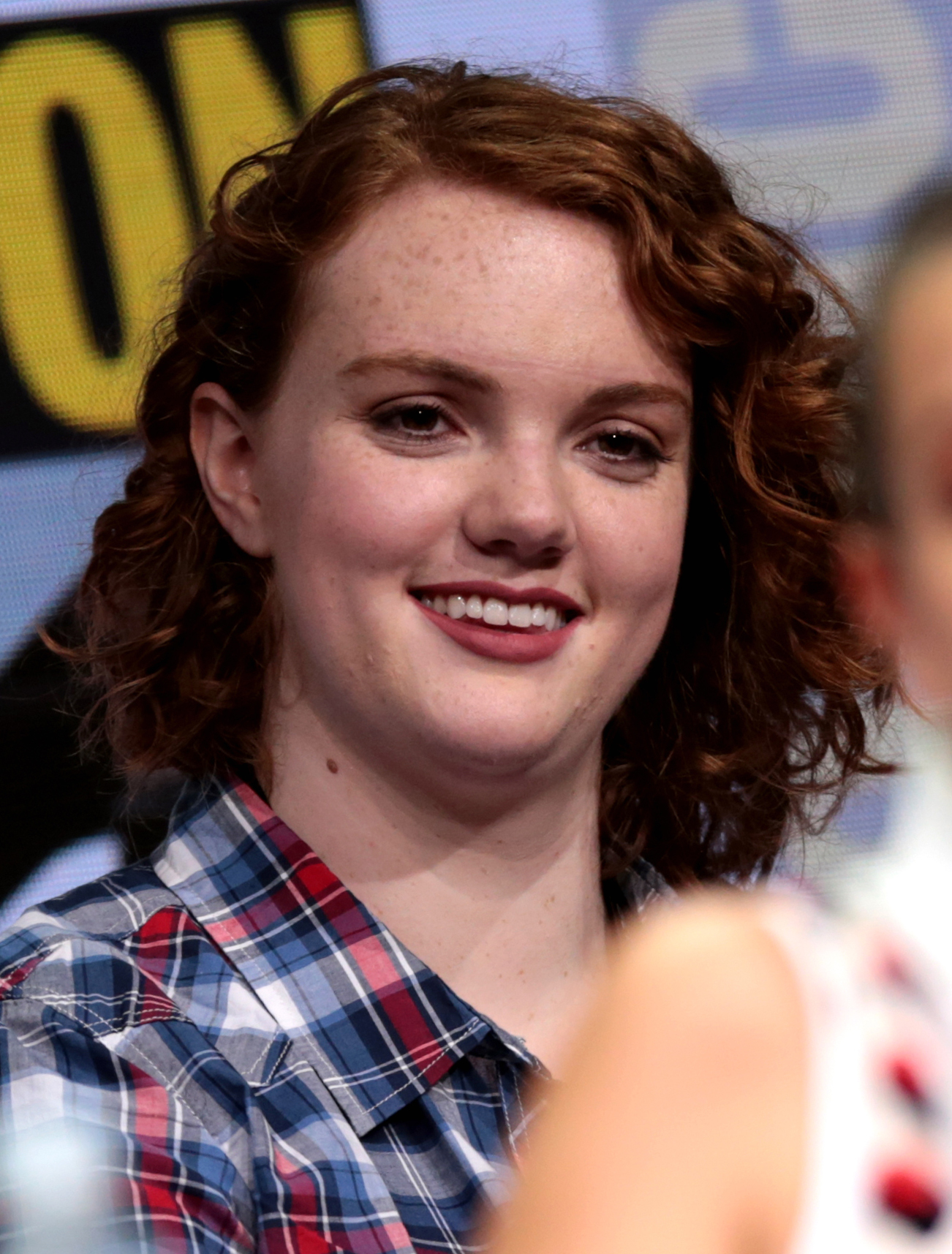
شانون پرسر (بارب هالند)
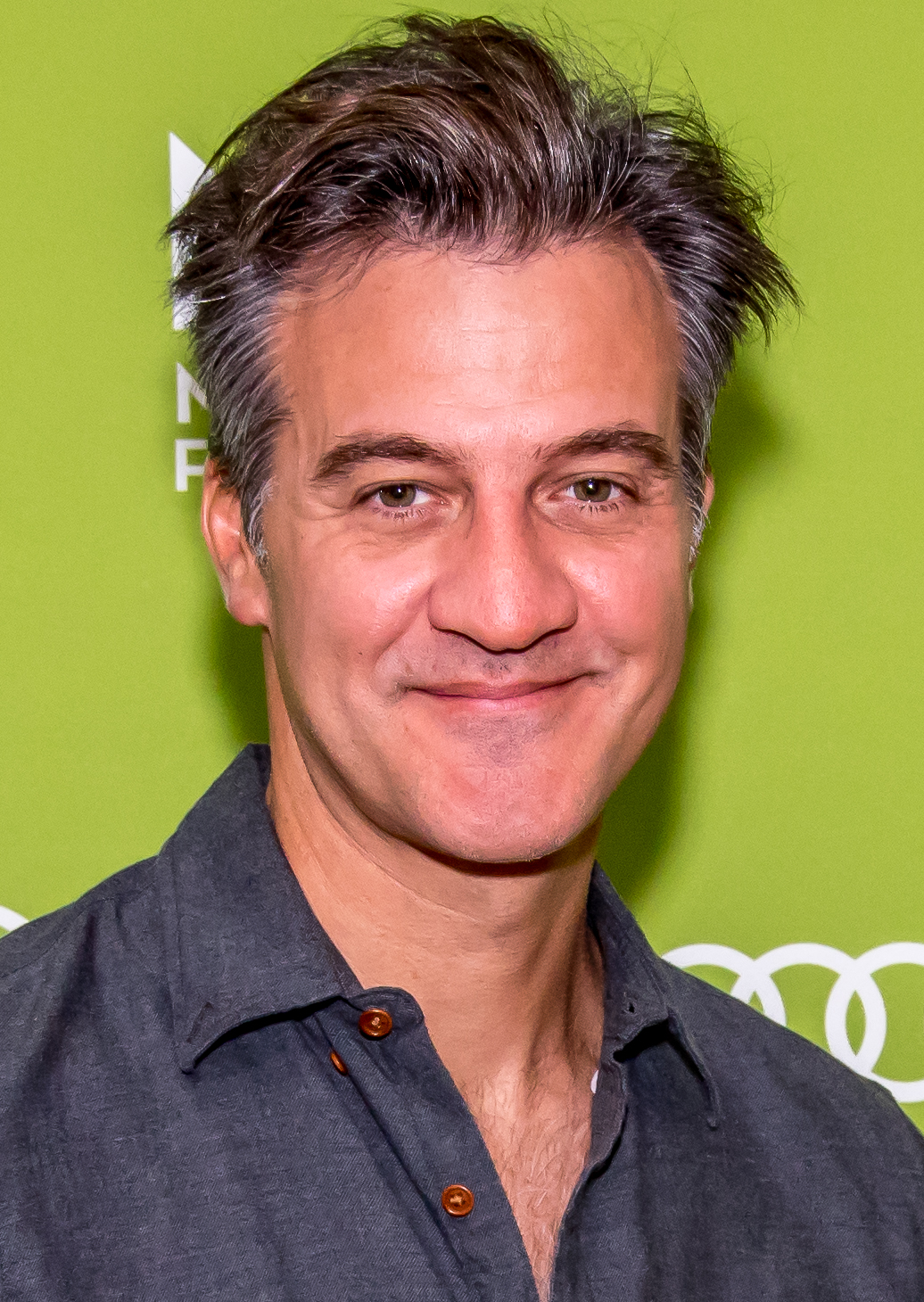
راس پاردیج
(لانی بایرز)

### موری باومن
یکی دیگر از شخصیت‌هایی که از فصل دوم پایش به داستان باز می‌شود. موری باومن یک روزنامه‌نگار عجیب است که مدتی است از کار خود اخراج شده و اکنون مثل کارآگاه خصوصی در تلاش برای فهمیدن رازهای آزمایشگاه هاوکینز است. او مجموعی وسیعی از اطلاعات را در اختیار دارد اما هرچه تلاش می‌کند نمی‌تواند آن‌ها را به هم مرتبط سازد. هنگامی که نانسی و جاناتان برای افشای راز آزمایشگاه هاوکینز نزدش می‌روند، با یکدیگر موفق میشوند که در انتهای فصل 2 در های آزمایشگاه هاوکینز را ببندند. در فصل سه جزو شخصیت های اصلی شد.او به جویس و هاپر کمک کرد که پیام روس ها را رمزگشایی و سپس دروازه ای که روس ها چندین متر زیر زمین شاخته بودند و برای لا پوشانی آن، مال استارکورت را ساخته بودند، ببندند. اما در فصل چهار نقش وی خیلی بیشتر شد به طوری که در تمامی صحنه هایی که جویس حضور داشت، موری هم بود.برت گلمن ایفاگر این نقش است.

### باب نیوبی
شخصیت باب نیز از فصل دوم وارد قصه می‌شود. او دوست و هم مدرسه ای قدیمی جیم هاپر بوده و رابطه عجیبی نیز با او دارد. باب برای شرکت ریدیوشک کار می‌کند و در کار کردن با وسایل برقی و خصوصاً دستگاه‌های ویدویی خبره است.دیگر ویژگی باب، هوش بسیار بالای اوست. باب در فصل دوم با جویس وارد رابطه می‌شود. گرچه جاناتان چندان از حضور دائمی او در کنار خانواده اشان راضی نیست اما ویل از او خوشش می‌آید. باب از شخصیت‌های مهم فصل دوم محسوب می‌شود. شان آستین ایفاگر این نقش است.

### باربارا/بارب هالند
نام کاملش باربارا است اما نانسی که صمیمی‌ترین دوست او نیز هست، بارب صدایش می‌زند. بارب دوست و همکلاسی نانسی است. او دختری درس خوان، مؤدب و ساده است. او نگران است که دوستی نانسی با استیو باعث شود که نانسی او را فراموش کند برای همین چندان با رابطه آن‌ها کنار نمی‌آید. باوجود اینکه شخصیت بارب تنها در ۳ اپیزود ابتدایی فصل اول حضور دارد، اما به خاطر فرجام غم‌انگیزی که پیدا می‌کند تبدیل به شخصیت مهمی می‌شود. شانون پورسر ایفاگر این نقش است.

### لانی بایرز
شوهر سابق جویس و پدر جاناتان و ویل بایرز است. او یک الکلی است و بسیار هم مغرور و طماع است. لانی بعد از جدا شدن از جویس با دختر جوانی وارد رابطه می‌شود. بعد از ناپدید شدن ویل، لانی ظاهراً برای تسکین دادن به جویس نزد او بازمی‌گردد اما معلوم می‌شود که اهداف دیگری در سر دارد. لانی جزو شخصیت‌های مکمل در فصل اول بود اما در فصل دوم حضور نداشت. نقش این شخصیت در فصل اول توسط راس پارتریچ ایفا شده‌است.

### کالی/ایت
اولین شخصیتی است که در فصل دوم معرفی می‌شود. کالی یا آیت (هشت)، سرگذشتی همچون الون دارد. او یک ابرانسان است و مثل الون در آزمایشگاه هاوکینز این قدرت‌ها را بدست آورده‌است. کالی از نظرت قدرت، به مراتب قوی تر از الون است. او می‌تواند اشیا را کنترل کند، واقعیت‌های تحریف شده در ذهن دیگران بسازد و روی احتمالات تأثیر بگذارد. مهم‌ترین ویژگی او این است که می‌تواند قربانی‌های خود را دچار توهم کند. لینا برتلسن ایفاگر این نقش است.

### تری آیوز
مادر واقعی الون است. تری در طی پروژه ام‌کی‌اولترا حضور داشته و از همین طریق نیز دارای قدرت‌های ماورایی شده‌است. تری در هنگام آزمایش‌ها خبر نداشته که جین را باردار است. قدرت‌های ماورایی او به دخترش ارث می‌رسد و بدین ترتیب جین نیز این قدرت‌ها را بدست میاورد. تری بعد از فهمیدن بارداریش از پروژه کنار می‌کشد اما مارتین برنر، جین را ربوده و تری را نیز تا سر حد مرگ شکنجه داده و حافظه اش را پاک می‌کنند. بعد از این حوادث، خواهر تری مسئولیت مراقبت از او را برعهده می‌گیرد. ایمی مالینز ایفاگر این نقش است.